# لاين وارد
لاين وارد (بالإنجليزية: Iain Ward)‏ (13 مايو 1983 في المملكة المتحدة - ) هو لاعب كرة قدم بريطاني في مركز الدفاع. لعب مع غريمسبي تاون وBrigg Town F.C. ‏.

## وصلات خارجية
- لاين وارد على موقع قاعدة بيانات كرة القدم.إي يو (الإنجليزية)
- لاين وارد على موقع Soccerbase.com (لاعب) (الإنجليزية)